# 개그

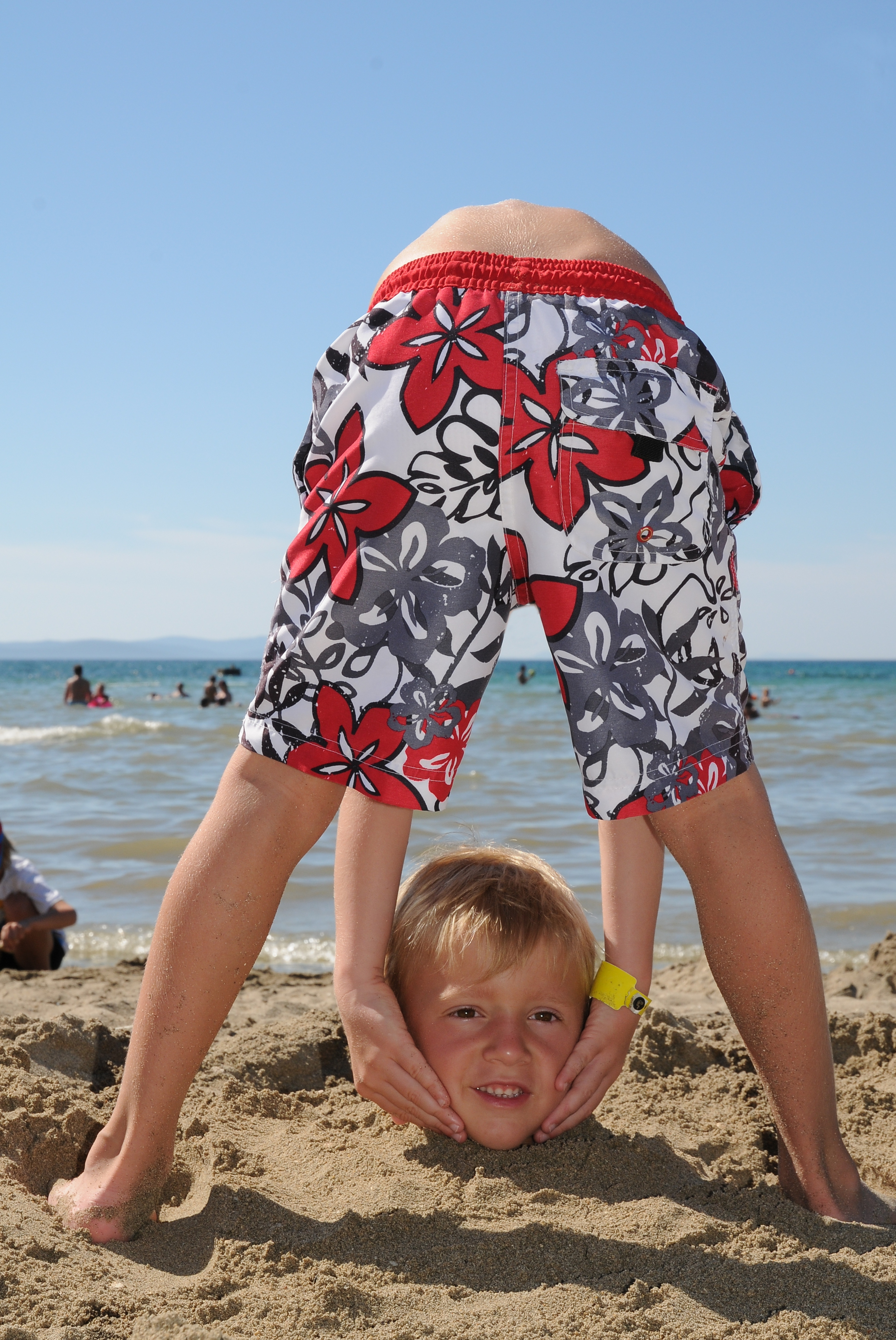
해변의 두 소년

개그(영어: Gag)는 희극적 행동이나 말로서 청중을 웃게끔 하는 것이다. "익살"이라고도 하며 짜여진 각본보다는 희극 배우에 의해 임기응변의 기술로 미리 정해진 폭소를 자아내게 하는 것이다. 주로 텔레비전 방송에서 개그를 연기하는 사람을 개그맨이라고 하며 희극 배우(코미디언)와 구별된다. 연극의 종류 중 희극에 바탕을 두고 있지만, 정식의 무대나 소도구에 크게 의존하지 않고 말재주나 행동으로 웃기는 것이 보통이며 그 길이가 짧은 편이다.
대한민국에서 1970년대부터 텔레비전 방송을 위한 쇼의 한 부분으로서 발달하기 시작했으며 1980년대에 와서는 과장된 몸동작의 연기로 웃기는 기존의 코미디보다 말재주로 웃기는 개그가 인기를 끌기 시작했다. 지금 한국에서 많이 쓰이는 개그맨이라는 용어는 일종의 한국어식 영어(콩글리시)로서 전유성이 먼저 쓰기 시작했다고 한다.
한국에서의 개그는 미국의 스탠드업 코미디와 일본의 만담이 복합되었으나 한국인의 정서에 맞게 발달되었다. 보통 한 가지 스토리 패턴과 등장 인물들이 만들어 낸 형식이 계속 되풀이되면서 변화를 주는 짧은 형태가 일반적이다.

## 같이 보기
- 코미디
- 유머